# Aaron Kwok
Aaron Kwok, de son vrai nom Kwok Fu-shing (郭富城, né le 26 octobre 1965) est un chanteur, danseur et acteur hongkongais. Actif depuis les années 1980, d'abord en tant que danseur avec un style inspiré de celui de Michael Jackson puis comme chanteur, il est considéré comme l'un des « Quatre rois célestes de la cantopop ». Même si la plupart de ses chansons sont du genre dance-pop, il a également expérimenté le rock 'n' roll, la ballade rythmée, le rock, le R&B, la soul, l'electronica et la musique chinoise traditionnelle.
Il commence sa carrière d'acteur à la télévision en 1987 et atteint la reconnaissance dans les années 2000 en remportant le Golden Horse Award du meilleur acteur deux années d'affilée en 2005 et 2006 pour ses rôles dans Divergence et After This Our Exile, puis le Hong Kong Film Award du meilleur acteur en 2016 pour son rôle dans le thriller Port of Call. Mais bien qu'il soit extrêmement célèbre en Asie orientale, il est cependant totalement inconnu du grand public en Occident.

## Biographie
Scolarisé au St John's Co-education College de Hong Kong, Kwok entre ensuite comme apprenti chez le joaillier King Fook Gold & Jewellery Co. Ltd (en). Son père, qui possède un petit magasin de vente d'or au détail, souhaite qu'il acquière de l'expérience dans cette entreprise en vue de lui transmettre éventuellement l'entreprise familiale. Sans l'un des frères de Kwok qui a finalement repris la boutique, son père ne lui aurait pas permis de rejoindre l'industrie du divertissement. En 1984, il est licencié pour absentéisme prolongé (arrêt de travail) à cause d'une blessure au pied subie après avoir essayé d'effectuer un grand écart lors d'une soirée.

### Carrière
Après avoir été licencié de la société de joaillerie en 1984, à l'âge de 19 ans, Kwok intègre la formation de danseur de TVB, où son talent pour la danse est immédiatement repéré. Il danse ensuite dans des clips et des émissions de variétés pour d'autres chanteurs. En 1987, il est transféré au cours de formation des talents et devient acteur de télévision, jouant de petits rôles dans des dramas de TVB. En 1990, il apparaît dans une publicité taïwanaise pour le scooter DJ-1RR (en) de Honda, ce qui lui vaut une popularité instantanée chez le public féminin taïwanais, et il fait immédiatement irruption sur la scène musicale.

### Chanteur

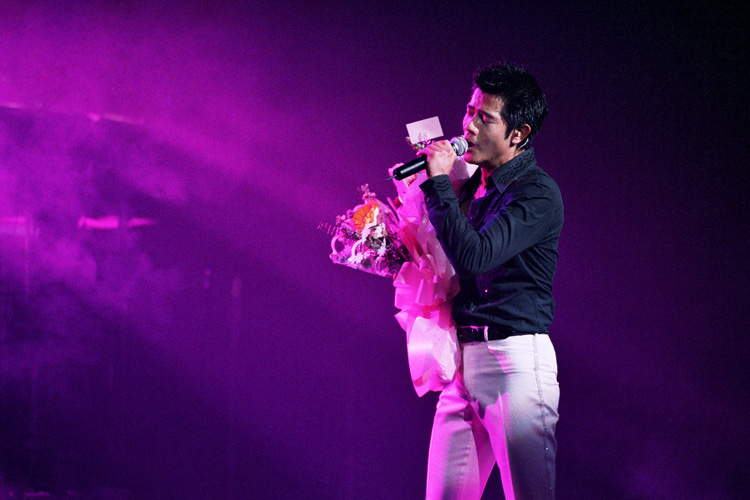
Aaron Kwok en concert à San Francisco en 2002.

Kwok commence sa carrière musicale avec trois albums de mandopop incluant la célèbre chanson Loving You Forever (對你愛不完) pour accompagner ses mouvements de danse. Après son succès à Taiwan, il revient à Hong Kong en 1991 pour faire de la cantopop. Les années suivantes voient sa popularité atteindre son paroxysme, et il est rapidement considéré comme l'un des « Quatre rois célestes de la cantopop ». Il devient l'une des stars de la pop les plus en vue de Hong Kong et d'Asie, et remporte ses premiers prix en 1991 avec le Jade Solid Gold Best Ten Music Award et le RTHK Top 10 Gold Songs Award.
Janet Jackson fait une collaboration avec lui et Ricky Martin pour les versions internationales de Ask for More (en), un single promotionnel et commercial sorti dans le cadre d'une campagne publicitaire pour Pepsi. Un clip complet de la version avec Kwok est également diffusé sur les marchés asiatiques,.

### Danseur
Dès le début de la carrière de Kwok dans l'industrie musicale en 1991, son type de danse et ses concerts sont fortement influencés par Michael Jackson. Plus tard dans sa carrière, il remporte le prestigieux Top ten Hong Kong dance award (十大舞蹈家年獎),. De tous les arts de la scène dans lesquels il excelle, ses apparitions sur scène restent son éternel favori et durant lesquels il effectue des prestations de danse. Le 16 novembre 2007, il organise le concert Aaron Kwok De Show Reel Live au Hong Kong Coliseum avec la plus grande scène tournante jamais installée. Le 17 février 2008, son concert Aaron Kwok De Show Reel Extension Live au AsiaWorld-Arena de Hong Kong avec une scène tournante de 10 mètres sur 9,44 m lui permet d'entrer dans le Livre Guinness des records.

### Acteur
Au fil des ans, Kwok est également actif dans d'autres médias que la musique tels que les publicités et le métier d'acteur. Il commence sa carrière d'acteur avec la série de TVB Rise of Genghis Khan et la série Twilight of a Nation (en) de 1988 sur la révolte des Taiping. Un de ses rôles les plus importants est celui dans Wars of Bribery (en) en 1996 où il joue un agent de la Commission indépendante contre la corruption aux côtés d'Athena Chu.
Il apparaît également au cinéma. Lors de la 42e cérémonie des Golden Horse Film Festival and Awards  le 13 novembre 2005, il est le gagnant surprise du prix du meilleur acteur dans un rôle principal pour Divergence. C'est sa première nomination aux Golden Horse et il bat à l'occasion l'acteur vedette Tony Leung Ka-fai. Il remporte de nouveau ce même prix le 24 novembre 2006 pour son rôle dans le film After This Our Exile et devient le second acteur à se voir remettre ce prix deux années d'affilée depuis Jackie Chan en 1992 et 1993.
Avec Zhang Ziyi, Aaron Kwok joue dans le film de prévention du sida Love for Life (en) (2011). En 2016, il remporte le Hong Kong Film Award du meilleur acteur pour son rôle dans le thriller Port of Call.

### Autres activités

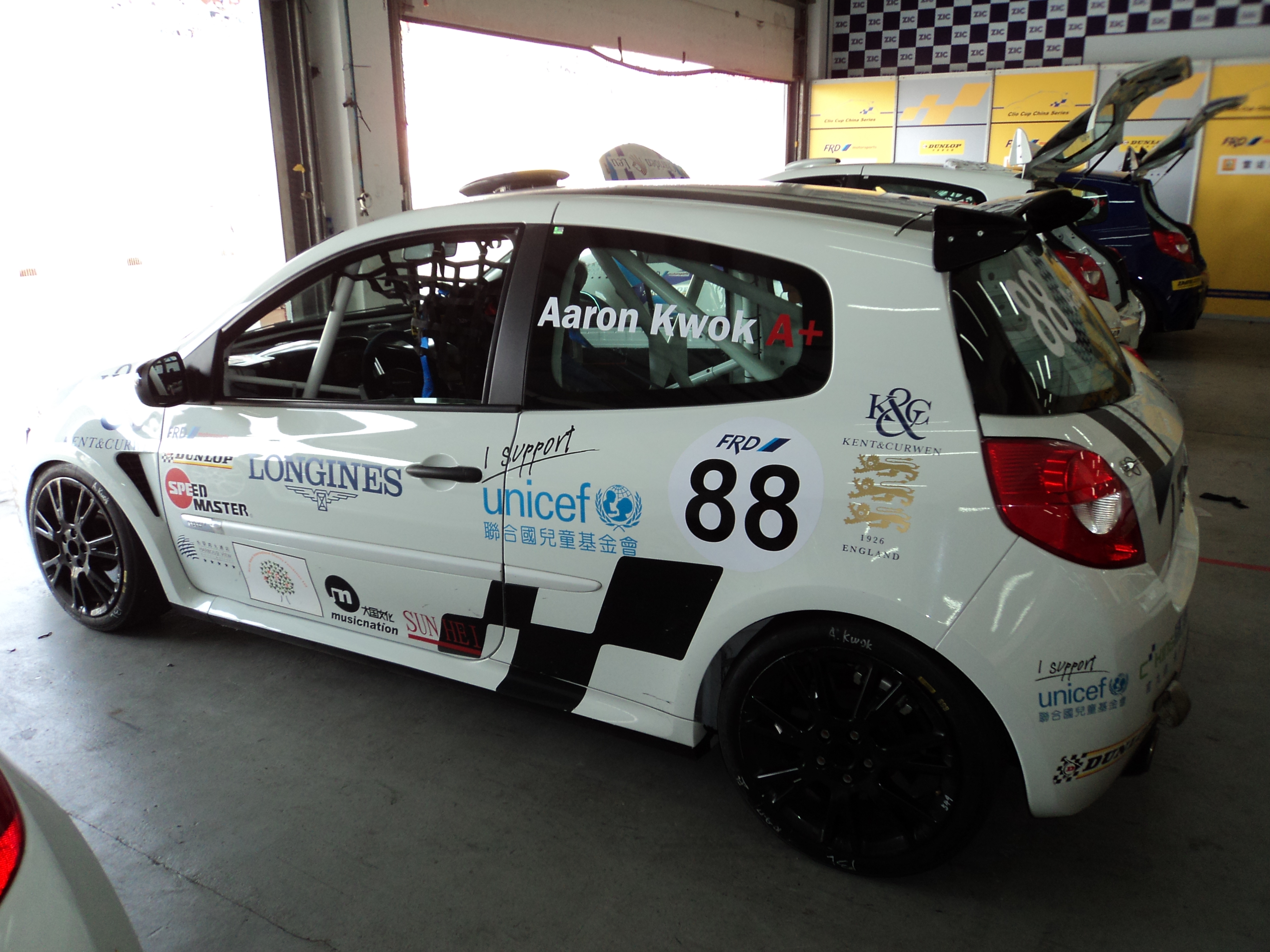
La Clio d'Aaron Kwok sur un circuit en Chine en 2010.

Kwok est connu pour être un grand collectionneur de voitures de sport ainsi qu'un amateur de course automobile. Certaines de ses voitures sont les suivantes : Audi R8 GT Spyder, Ferrari F50, F512M, F355 GTS, F360 Modena, Ferrari 599 GTB Fiorano, Ferrari California, Ferrari F430 Spider, Lamborghini Diablo SE30, Mercedes-Benz SL600, Mercedes CLK DTM AMG, Porsche 911 Turbo, Porsche 911 GT3 RS mk2, Enzo Ferrari, une version carbone de Pagani Zonda F, Lamborghini Murciélago, Gallardo, Lamborghini Aventador 50th Anniversario Roadster, Lamborghini Gallardo Superleggera, Porsche 996 GT3 et Nissan GT-R.
En 2011, Kwok devient propriétaire de chevaux de course au Jockey Club de Hong Kong. Il possédait à l'origine deux chevaux : N288 CALLING WITH LOVE et un autre nommé P288 MY FAVORITE. En 2018, il achète un nouveau cheval appelé C180 DANCING FIGHTER.

## Vie privée
Kwok se marie avec Moka Fang, une mannequin chinoise travaillant à Shanghai, avec qui il a une fille appelée Chantelle Kwok. Il poste sur les réseaux sociaux le 18 avril 2019 la nouvelle de la naissance de son deuxième enfant.

## Image
Il était célèbre en Asie pour avoir popularisé un nouveau type de coupe de cheveux avec la raie au centre qui a été largement imité au cours des années 1990. Tout au long de sa carrière, il change sa coiffure à plusieurs reprises, abordant y compris des styles tels que la raie exactement au milieu ou la raie à 40 %.

## Discographie
- 1990

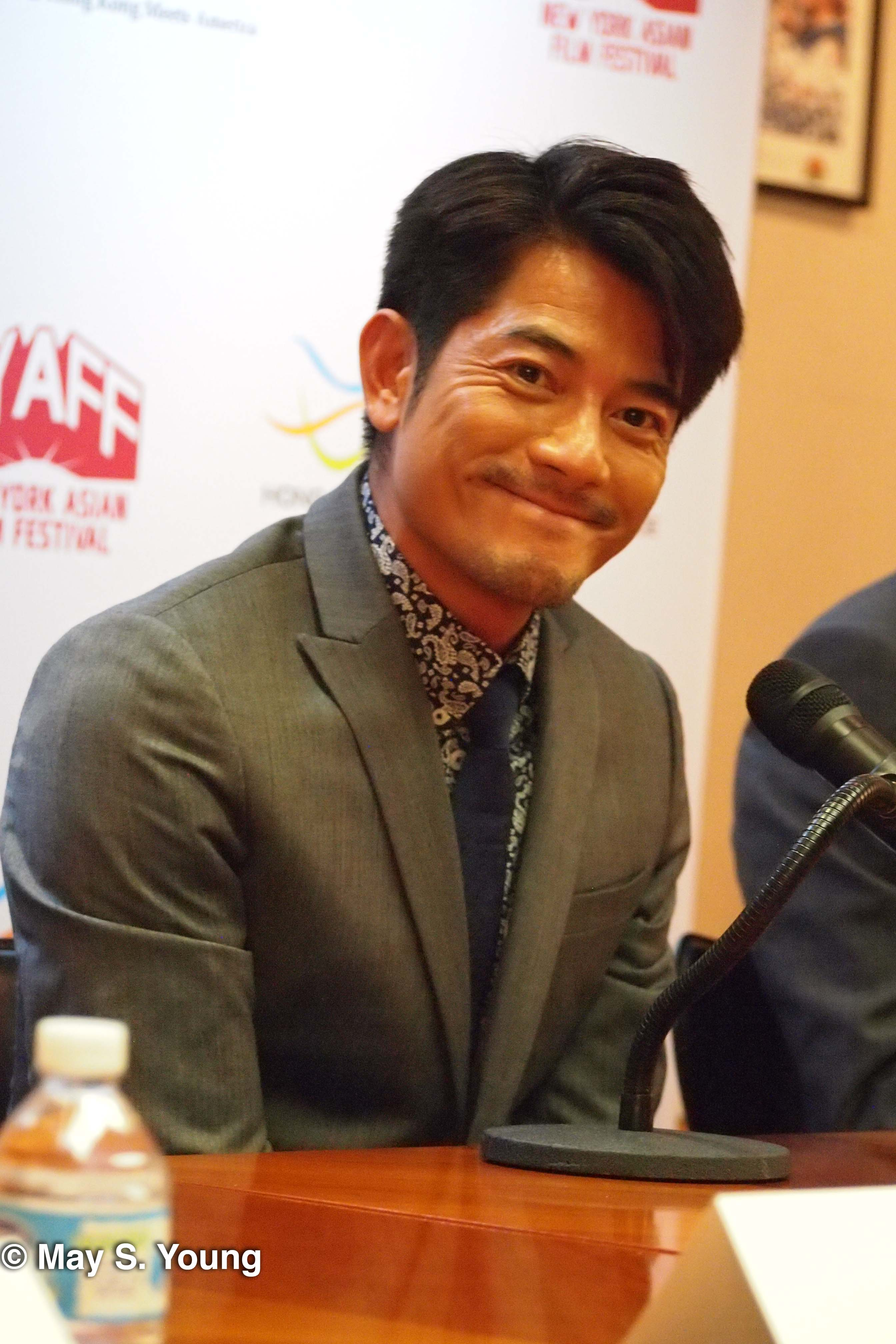
Aaron Kwok a une conférence de presse en 2015.

  - Loving You Never Stop (premier album, en mandarin)
- 1991
  - Should I Leave Quietly?
  - Who Can Tell Me Finally?
- 1992
  - Please Bring My Affection Home (1ère compilation en mandarin)
  - Loving You
  - Dancing Never Stop, Loving Never Stop, Singing Never Stop (premier album en cantonais)
  - Marlboro Red Hot Hits: Heat Moves Lalala
- 1993
  - Deep Loving You - Aaron Kwok (2ème compilation en mandarin)
  - Leaving All My Love To You
  - Without Your Love
  - Dream Can't Be Kept
  - Merry X-Mas [Single]
- 1994
  - AK-47 (4 nouvelles chansons en cantonais et une compilation en cantonais et en mandarin)
  - Starts From Zero (Compilation en cantonais et mandarin)
  - The Wild City (1er album avec le label Warner Music)
  - The Horizon
  - A Moment Of Romance II OST
  - Desire [Single]
    - Desire (version japonaise) [Single]

  - Temptation of the Iron Mask
  - Elution/Good Gal (remix)
  - Lover For A Whole Life (compilation en mandarin)
  - Romance Iron Mask Moving Temptation (remix)
- 1995
  - My Starting Point Is Here
  - You Are My Everything (EP)
  - Pure Legend
  - Wind Can't Stop
  - Memorandum
    - Memorandum (album photo)
- 1996
  - Aaron Kwok Golden Songs : Memorandum Collection
  - Love Dove
  - The GIG Kingdom (EP)
  - Listen to the Wind's Song
- 1997
  - Listen to the Wind (remix karaoké)
  - Warner MasterSonic Vol 1: Aaron Kwok
  - Aaron Kwok Live in Concert 1996
  - Who Will Remember Me?
  - Love Call
  - Duplicate Soul - Duplicate Again (remix)
  - Devoted
  - Generation Next
- 1998
  - Code In The Wind
  - Warner MasterSonic Vol 2: Aaron Kwok
  - Best To Sing Mandarin 1998
  - Aaron Kwok The Best Remix
  - A Magic To City
  - Best Hits of Aaron (chansons de son précédent label)
- 1999
  - Pepsi Aaron Kwok Live in Concert 1998
  - Ask For More (EP)
  - Amazing Dream [album]
    - Amazing Dream (version 2)
    - Amazing Dream (big Box)

  - So Afraid
    - So Afraid (version du Nouvel An)

  - Hip Hip Hurray Greatest 16 Hits 1999
    - Hip Hip Hurray Greatest 16 Hits 1999 (version singapourienne, avec 2 chansons en mandarin)
- 2000
  - Journey, Cheer
  - And I Hate You So OST
  - Fascinating
  - China Strike Force OST
  - Fearless vs Future (EP)
- 2001
  - Pepsi Aaron Kwok Live On Stage 2000/01
  - 34 Best Choice of Aaron Kwok HDCD (combinaison de Warner MasterSonic 1 & 2)
  - Xin Tian Di + Para Para Sakura OST
  - Pure Energy Collection
  - Absolute
- 2002
  - Aaron Kwok & Friends in Concert 251101
  - Beyblade (3"CD, EP)
  - Aaron Kwok Nicam Greatest Hits 2002 (Love.Stage)
    - Aaron Kwok AA+ Best Hits! (version taïwanaise des plus grands succès de Nicam)

  - Burning Flame 2 OST
  - The Power Of Love 2002
- 2003
  - In The Still Of The Night
    - In The Still of The Night (version spéciale)

  - Romancing Hong Kong OST
- 2004
  - AK Trilogy Yours Truly Greatest Hits I II III
- 2005
  - Thematic (AVCD, EP)
- 2006
  - My Nation
    - My Nation Plus [un single supplémentaire (Kid of Wind)]

  - Aaron Kwok: The Best Collection (2DVD + 2CD)
- 2008
  - Aaron Kwok de Show Reel Live in Concert 2007/2008
- 2009
  - Aaron Kwok Greatest Hits (2CD)
- 2010
  - Aaron Kwok Never Ending Love

## Filmographie

### Cinéma
- 1983 : Holy Flame of the Martial World
- 1988 : The Final Verdict
- 1988 : Storm Riders
- 1988 : Twilight of a Nation
- 1989 : Close Escape
- 1990 : Story of Kennedy Town
- 1991 : Queen of Gambler
- 1991 : The Queen of Gamble
- 1991 : Lee Rock 2
- 1991 : The Banquet
- 1991 : Saviour of the Soul
- 1992 : Lee Rock 3
- 1992 : The Shootout
- 1992 : Truant Heroes
- 1992 : Millionaire Cop
- 1992 : Gangs '92
- 1992 : Rhythm of Destiny
- 1992 : Gameboy Kids
- 1993 : A Moment of Romance 2
- 1993 : Legend of the Liquid Sword
- 1993 : Kung Fu Scholar
- 1993 : Future Cops
- 1993 : Le Vagabond
- 1993 : Love Is Like a Fairy Tale
- 1995 : Whatever Will Be, Will Be
- 1996 : Somebody Up There Likes Me
- 1998 : Anna Magdalena
- 1998 : The Storm Riders
- 2000 : 2000 A.D.
- 2000 : And I Hate You So
- 2000 : China Strike Force
- 2001 : Para Para Sakura (en)
- 2003 : Love Under the Sun
- 2003 : 1:99
- 2004 : Heat Team (en)
- 2004 : Judo
- 2005 : Divergence
- 2006 : After This Our Exile
- 2007 : The Detective
- 2008 : One 2008th
- 2009 : Murderer
- 2009 : The Storm Warriors
- 2010 : Empire of Silver (en)
- 2010 : Blast (en)
- 2011 : Love for Life (en)
- 2011 : The Detective 2
- 2011 : Chrysanthemum Royal Tea
- 2011 : Love in Space (en)
- 2012 : Floating City (en)
- 2012 : Cold War
- 2013 : Better and Better (en)
- 2013 : Conspirators
- 2013 :  Christmas Rose
- 2013 :  Silent Witness (en)
- 2014 : The Monkey King
- 2015 : Port of Call
- 2015 : Monk Comes Down the Mountain
- 2016 : The Monkey King 2
- 2016 : MBA Partners (en)
- 2016 : Cold War 2
- 2016 : One Night Only (en)
- 2017 : Eternal Wave
- 2017 : Peace Breaker (en)
- 2018 : The Monkey King 3
- 2018 : Project Gutenberg
- 2019 : I'm Livin' It
- En production : Where the Wind Blows
- En production : June
- En production : Home Sweet Home
- En production : Disconnect'd (en)

### Séries télévisées
- 2004 : Sunshine Heartbeat : Aaron (caméo)
- 2003 : Romancing Hong Kong : Ku Ho-man
- 2003 : Regalia Bay (épisodes 5 et 6) : Aaron
- 1996 : Wars of Bribery : Yeung Tai-chi
- 1994 : Heartsrings : Lam Chun-fai
- 1992 : Modern Love Story (épisode 3) : On
- 1992 : Revelation of the Last Hero : Lok Fung/Nip Wan
- 1991 : Yuppie on the Move : Patrick Lam
- 1991 : Man from Guangdong : Leung Kan
- 1991 : When Things Get Tough : Ng Yu
- 1991 : The Gods and Demons of Zu Mountain : Yim Kam-sim
- 1989 : Song Bird : Wong Chun-chun
- 1989 : Two of a Kind : Tsui Yu
- 1988 : Everybody's Somebody's Favourite : Sung Kai-yuen
- 1988 : Twilight of a Nation : Chun Yat-kong
- 1988 : The Final Verdict : Rascal
- 1987 : Young Beat
- 1987 : Shang Hai Dai Fung Bo : Japanese general
- 1987 : Genghis Khan : Nok-yin

## Distinctions
- Prix du meilleur acteur lors du Golden Horse Film Festival 2005 pour Divergence.
- Prix du meilleur acteur lors du Festival du film de Changchun en 2006 pour Divergence.
- Prix du meilleur acteur lors du Golden Horse Film Festival 2006 pour After This Our Exile.
- Nomination au prix du meilleur acteur lors des Hong Kong Film Awards 2006 pour Divergence.
- Nomination au prix du meilleur acteur lors des Hong Kong Film Awards 2007 pour After This Our Exile.